# Johannes Strohmayer

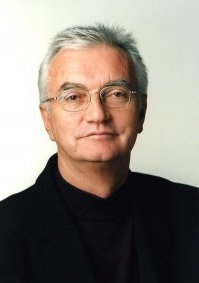
Johannes Strohmayer im Jahr 2001

Johannes Strohmayer (* 17. September 1950 in St. Pölten) ist ein österreichischer Investor und eigenständiger Unternehmer. Er lebt und arbeitet mit seiner Frau und seinen zwei Söhnen in Wien.

## Schullaufbahn und Akademische Erfahrung
Nach Abschluss des Privatgymnasiums der Schulbrüder in Strebersdorf und dem Language School Christchurch College im Jahr 1969 studierte Strohmayer Volkswirtschaft und Publizistik an der Universität Wien und an der Stanford University, Kalifornien.
1975 machte er sein Doktorat an der Universität Wien, 1974 an der Stanford University – Business Administration. Nach seiner Promotion an der Universität Wien war er zunächst am Institut des Sciences politiques der Sorbonne in Paris tätig, von 1990 bis 2000 war er Lehrbeauftragter an der Wirtschaftsuniversität Wien.

## Politische Tätigkeiten
Johannes Strohmayer war bei den Wahlen zum Europaparlament 1999 Spitzenkandidat des Liberalen Forums.

## Unternehmerische Tätigkeiten
Seit dem Jahr 1981 ist Johannes Strohmayer selbstständiger Wirtschaftstreuhänder, Steuerberater, sowie gerichtlich beeidigter Sachverständiger in Wien. Ebenfalls ist er Mitglied der Kammer der Wirtschaftstreuhänder. In den Jahren 1983 bis 1998 saß Strohmayer im Präsidium der Steuerreformkommission im Bundesministerium für Finanzen. Von 1984 bis 1999 war er Aufsichtsrat der Creditanstalt.
Im Jahr 1990 bekam Strohmayer einen Lehrauftrag am Institut für Volkswirtschaftslehre der Wirtschaftsuniversität Wien. 
Ab 1993 war er Managing Partner bei Hübner&Hübner, in der Steuerberatung. In der Folge war Strohmayer in verschiedenen internationalen Aufsichtsräten tätig, so zum Beispiel bei Hiross SRL in Italien sowie der BRD in Ungarn.
Seit 1999 ist Johannes Strohmayer des Weiteren Managing Director der Euro Capital Partners und seit 2000 im Aufsichtsrat der Österreichischen Staatsdruckerei, die die Euro Capital Partners im selben Jahr von der ÖIAG erwarb. 
Von 2001 bis 2013 war Strohmayer Universitätsrat der Medizinischen Universität Wien. Von 2005 bis 2007 war Strohmayer im Aufsichtsrat der Österreichischen Bundesbahnen AG sowie Mitglied des Club of Rome.
2009 erwarb Strohmayer über die Dr. Strohmayer Stiftung und die Industrie Privatstiftung sämtliche Aktien der 2007 gegründeten Austrian Equities AG von der Investkredit AG, einer Tochtergesellschaft der Österreichischen Volksbanken AG. Davor war Strohmayer Alleinvorstand der Austrian Equities AG.
Seit 1998 ist Johannes Strohmayer Vorstand der Hundertwasser Gemeinnützige Privatstiftung. Seit 2010 ist Johannes Strohmayer nun ebenfalls Aufsichtsrat bei der Frauenthal AG.
Johannes Strohmayer ist weiters seit 1993 zu 26 % an der Wirtschaftstreuhand- und Steuerberatungskanzlei Hübner & Hübner in Wien beteiligt.